# Hugo de Vermandois
Hugo de Vermandois, cunoscut ca și Hugo cel Mare (n. 1057 – d. 18 octombrie 1101, Tarsos, Turcia) a fost un conte de Vermandois și Valois, fiul regelui Franței Henric I și al Annei de Kiev.

## Prima Cruciadă
A fost unul dintre conducǎtorii primei Cruciade, frate al regelui francez Filip I. În timpul navigǎrii din orașul italian Bari spre Grecia, corabia lui a naufragiat, el fiind aruncat pe mal în apropierea orașului Dyrrachium, de unde a fost preluat și însoțit de o escortă de onoare pânǎ la Constantinopol, unde a fost obligat să aducă jurământ împăratului Alexios Comnen. Apoi, a arătat minuni de vitejie în Bătălia de la Dorylaeum, dar în 1098, înainte de cucerirea Ierusalimului, s-a întors din Antiohia în Franța. În 1101 încă o dată a luat parte la cruciadă pentru îndeplinirea jurământului dat, odatǎ cu înfrângerea pe care a suferit-o armata cruciatǎ în Cappadocia, Hugo a fost rănit și a murit 18 octombrie 1102.

## Legǎturi externe
- Comtes de Vermandois 1080-1214 (CAPET)
- Foundation for Medieval Genealogy
- Surse istorice din Alexiada

| Predecesor: Herbert al IV-lea | Conte de Vermandois 1080–1102 | Succesor: Raul I |

1. 1 2  Kindred Britain
2. ↑  Genealogics